# Malgasia marmorata
Malgasia marmorata is een rechtvleugelig insect uit de familie Mogoplistidae. De wetenschappelijke naam van deze soort is voor het eerst geldig gepubliceerd in 1899 door Saussure.